# Agelasta mediofasciata
Agelasta mediofasciata là một loài bọ cánh cứng trong họ Cerambycidae.